# Dilor (Fluss)
Der Dilor (Rio Dilor, Dilin) ist ein Fluss in Osttimor.

## Beschreibung
Der Fluss bildet einen Großteil der Grenze zwischen den Gemeinden Viqueque und Manatuto im Südosten Osttimors. Er ist der wichtigste Fluss in der Ebene von Luca und fließt vom Inneren Timors nach Süden in die Timorsee. Der Ort Dilor liegt weiter östlich in der Gemeinde Viqueque. Immer wieder verbreitet sich der Fluss und bildet kleine Inseln in seinem Lauf.

## Verlauf

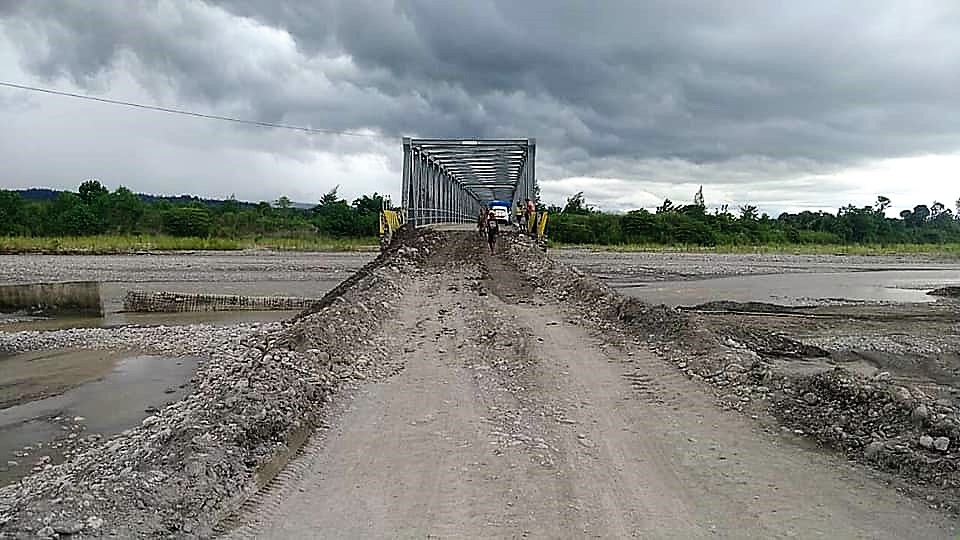
Brücke über den Dilor, wo die Sucos Sikone-Diloli, Ahic und Luca zusammentreffen. Wahrscheinlich von der Seite von Sikone-Dilor aus aufgenommen (März 2022).

Im Norden des Suco Barique (Verwaltungsamt Barique) entspringen zwei Quellflüsse des Dilors, der Lago Leci und der Lago Melac. Der Lago Leci fließt in die Gemeinde Viqueque, in den Westen des Sucos Laline (Verwaltungsamt Lacluta) und mündet dort in den Lago Leec, der dann auf den Lago Melac aus Barique an der Gemeindegrenze trifft und die Grenze nun bis zu seiner Mündung bildet. Kurz darauf trifft der Fluss Buco, der im Suco Orlalan (Verwaltungsamt Laclubar) entspringt, auf den Dilor. Ein linker Nebenfluss des Buco ist der Nabaonada. Er fließt entlang der Grenze zwischen den Sucos Leo-Hat und Barique.
Nach dem Zufluss des Tacabucan, der in Barique entspringt, und des Batacain aus dem Suco Ahic (Lacluta), verbreitet sich der Dilor stark und schwenkt von Südost nach Süden. Hier finden sich mehrere Inseln im Fluss.
Der Ribeira Culacao entspringt im Nordosten von Manehat (Barique) und folgt dann grob der Grenze zwischen den Sucos Fatuwaque und Barique bis zu seiner Mündung in den Dilor. Ein rechter Nebenfluss des Culacao ist der Motobeca.
An der Mündung des Culacao breitet sich der Dilor erneut zu einem langgezogenen See mit einigen kleinen Inseln aus. Bei Wemau Badak, wo der Suco Aubeon am Westufer beginnt, führt die südliche Küstenstraße, eine der Hauptverkehrswege Osttimors, auf einer Brücke über den Dilor, bevor der Fluss schließlich die Timorsee erreicht.